# Jardín Botánico de la Universidad de Innsbruck
El Jardín Botánico de la Universidad de Innsbruck ( en alemán : Botanischer Garten der Universität Innsbruck) es un jardín botánico de 2 hectáreas de extensión que se encuentra en Innsbruck.
Está administrado por la Universidad de Innsbruck. 
El Botanischer Garten der Universität Innsbruck es miembro del BGCI, su código de identificación internacional como institución botánica, así como las siglas de su herbario es IB.

## Localización
Botanischer Garten der Universität Innsbruck Sternwartestrasse 15, Innsbruck, Tirol 6020  Österreich-Austria.
Planos y vistas satelitales.47°16′4.08″N 11°22′47.28″E / 47.2678000, 11.3798000
El jardín se encuentra abierto a diario con entrada gratuita. Para entrar en los invernaderos se paga una pequeña tarifa de entrada. 

## Historia
El jardín botánico fue creado en 1911, reemplazando a un jardín anterior. Fue rediseñado entre los años de 1948 a 1965, y su rocalla alpina fue revisada entre los años de 1987 a 1990 según los princípios de la sistemática moderna. 
Su primer invernadero fue construido en 1909, con tres invernaderos más añadidos entre los años de 1977 a 1979, una casa de suculentas en 1993, y el sexto invernadero edificado en 1997. 

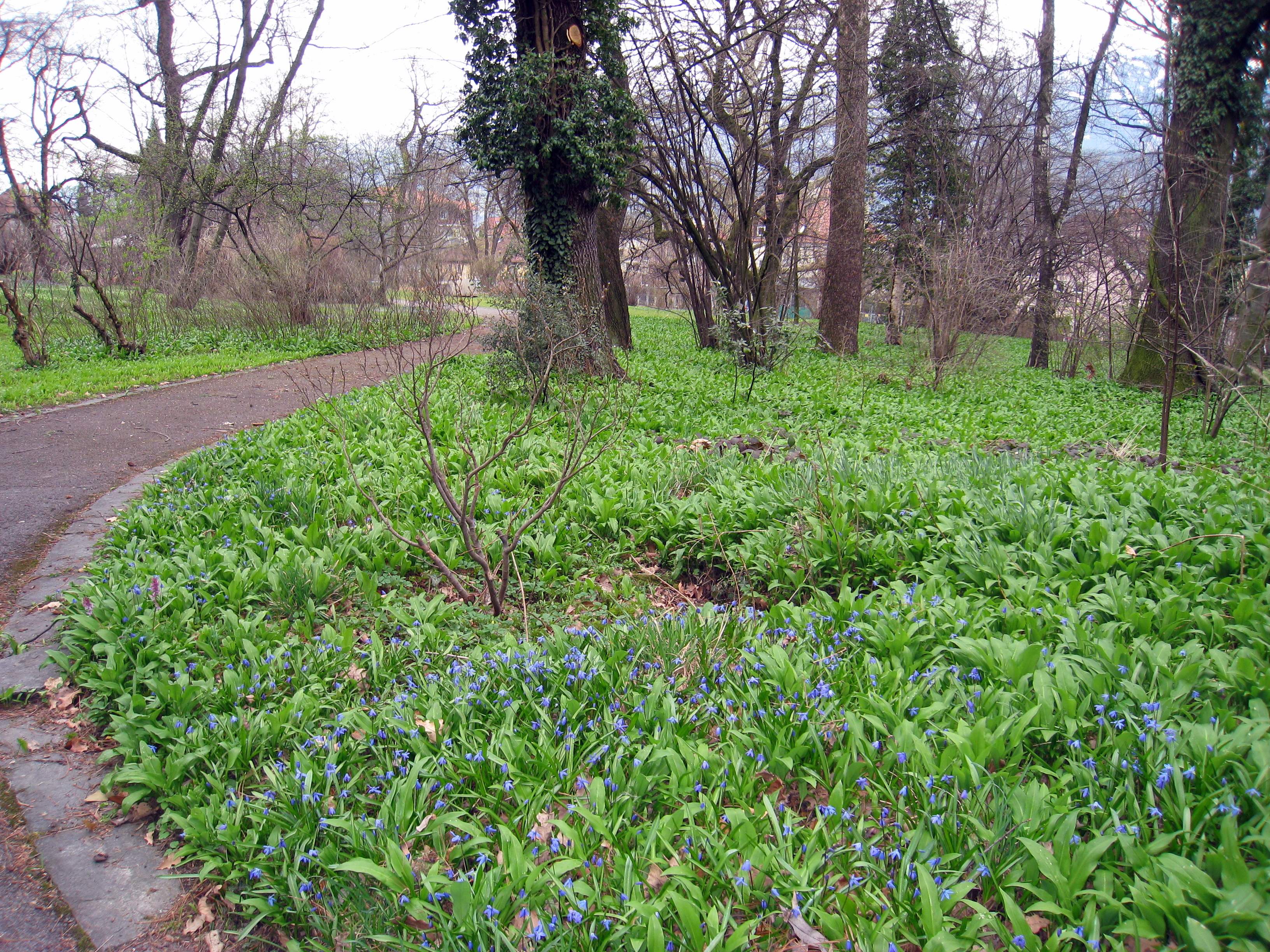
Arboretum

## Colecciones
Actualmente el jardín botánico alberga 6000 accesiones de plantas vivas, y unos 8000 taxones de plantas en cultivo, organizadas en las siguientes secciones:
- Alpinum, con más de 2000 m² que se encuentra dividido geográfica y geologicamente, albergando a más de 1000 plantas de todas las regiones alpinas no tropicales del mundo. Incluye un área para helechos, un pantano, y cuatro charcas.
- Arboretum con plantas leñosas incluyendo Gimnospermas, Angiospermas, y plantas perennes.
- Casas de los Cactus con 330 m² con unas 500 especies de cactus.
- Casa de los Cactus-Suculentas-Mediterránea de 280m² primordialmente plantas procedentes del Mediterráneo, islas Canarias, las regiones más frías de Australia y Nueva Zelanda, además de plantas suculentas de África y cactus de las Américas.
- Casa de los helechos de 70m² con especies epífitas, helechos trepadores, y helechos acuáticos.
- Jardín de las fragrancias y del tacto, construido en 1999, el primero en su estilo en Austria, todas las placas de las plantas etiquetadas en Braille.
- Plantas medicinales, Planta tóxicas, y especias, con más de 300 plantas ordenadas por sus principios activos (alcaloides, ácido glicocólico, taninos, aceites esenciales, vitaminas, etc.
- Casa de las orquídeas
- Casa de plantas suculentas con más de 550 plantas suculentas, en su mayoría procedentes de África del Sur, islas Canarias, y Suramérica.
- Jardín sistemático con 1000 m², reacondicionado en 1993
- Invernadero tropical de 287 m², con una altura de más de 12m, alberga plantas tropicales ornamentales y de uso agrícola e industrial.

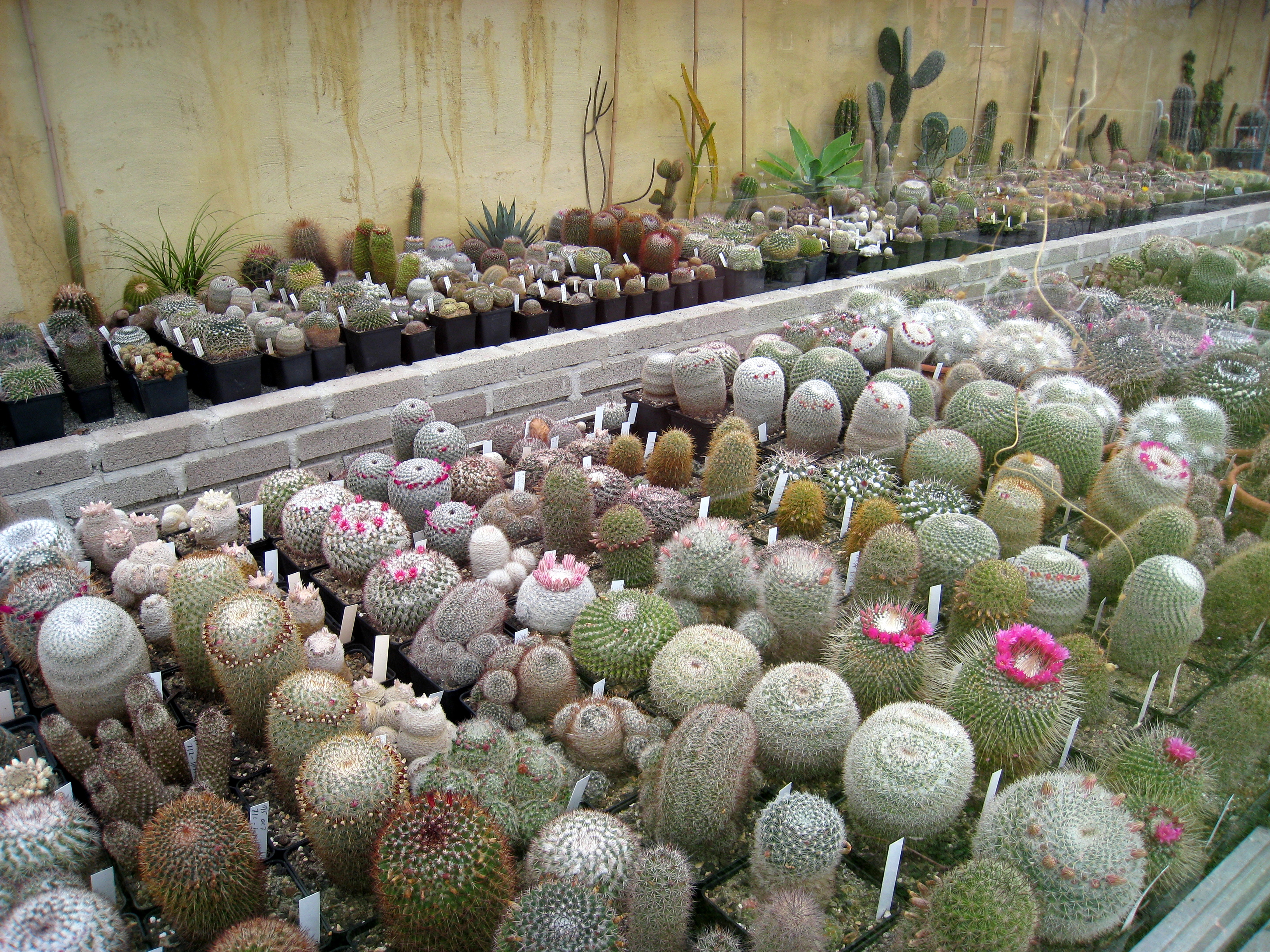
Casa de los Cactus en el jardín botánico de Innsbruck.
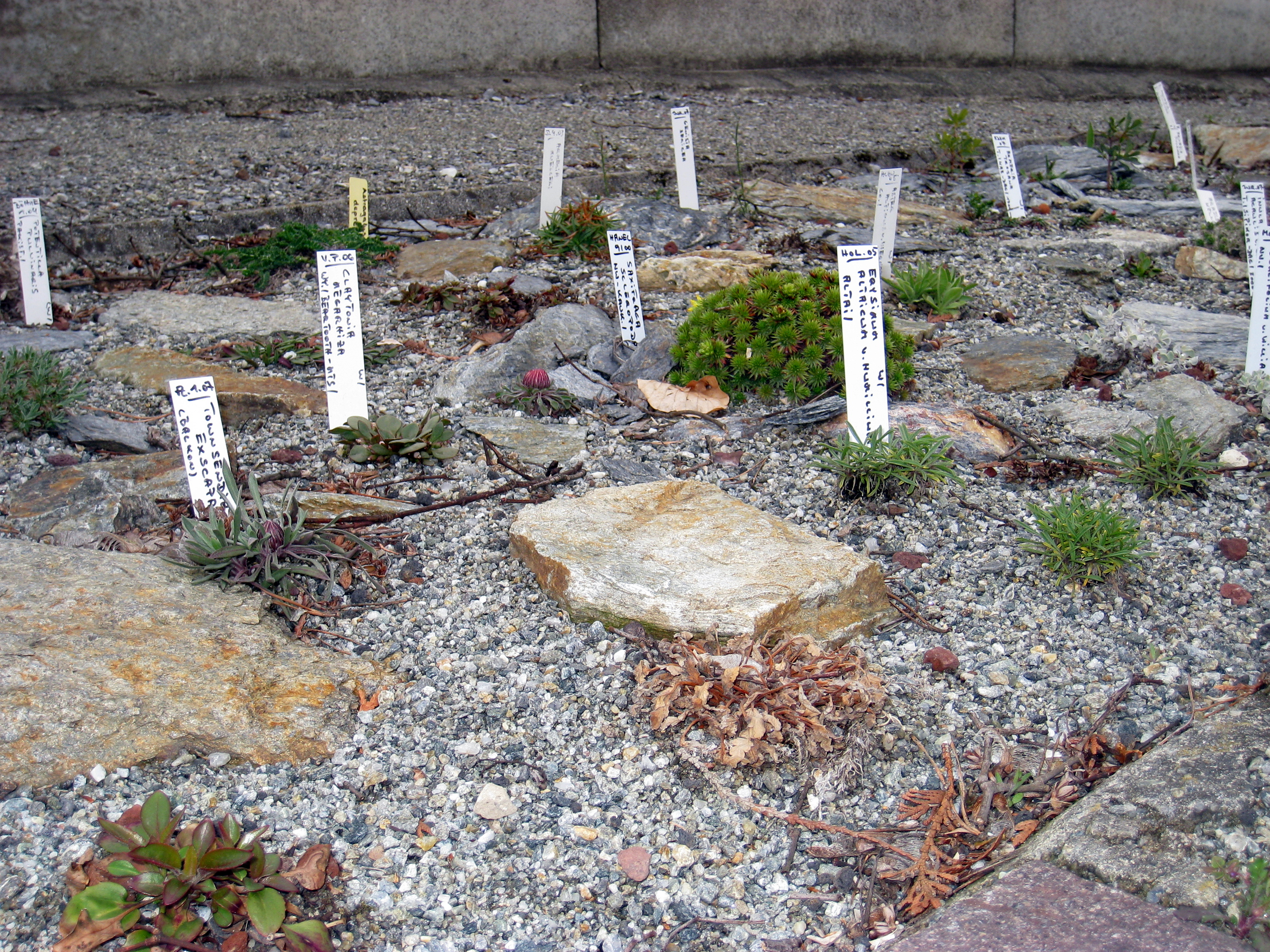
Vista parcial del jardín botánico de Innsbruck.
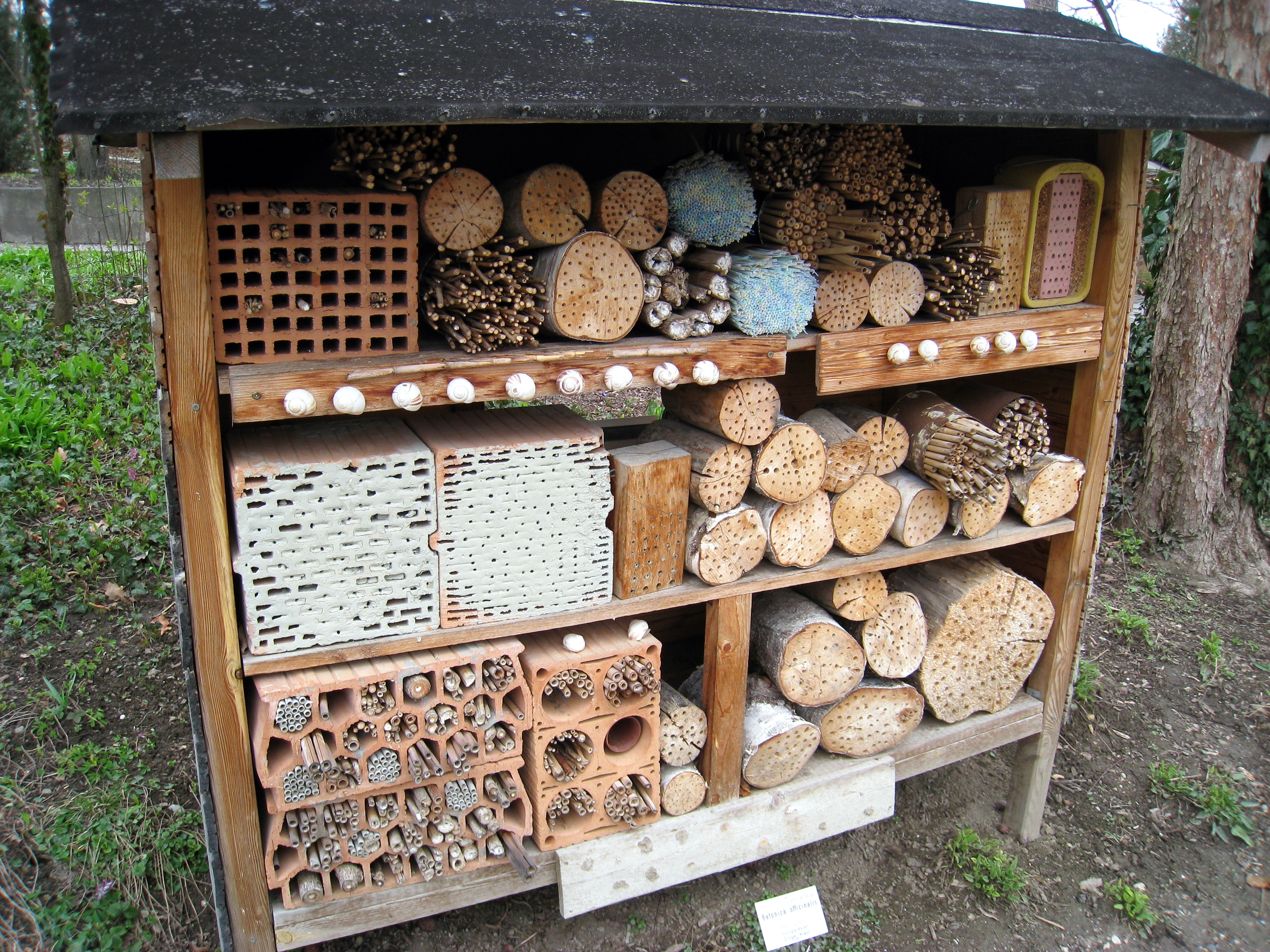
Caja de insectos en el jardín botánico de Innsbruck.
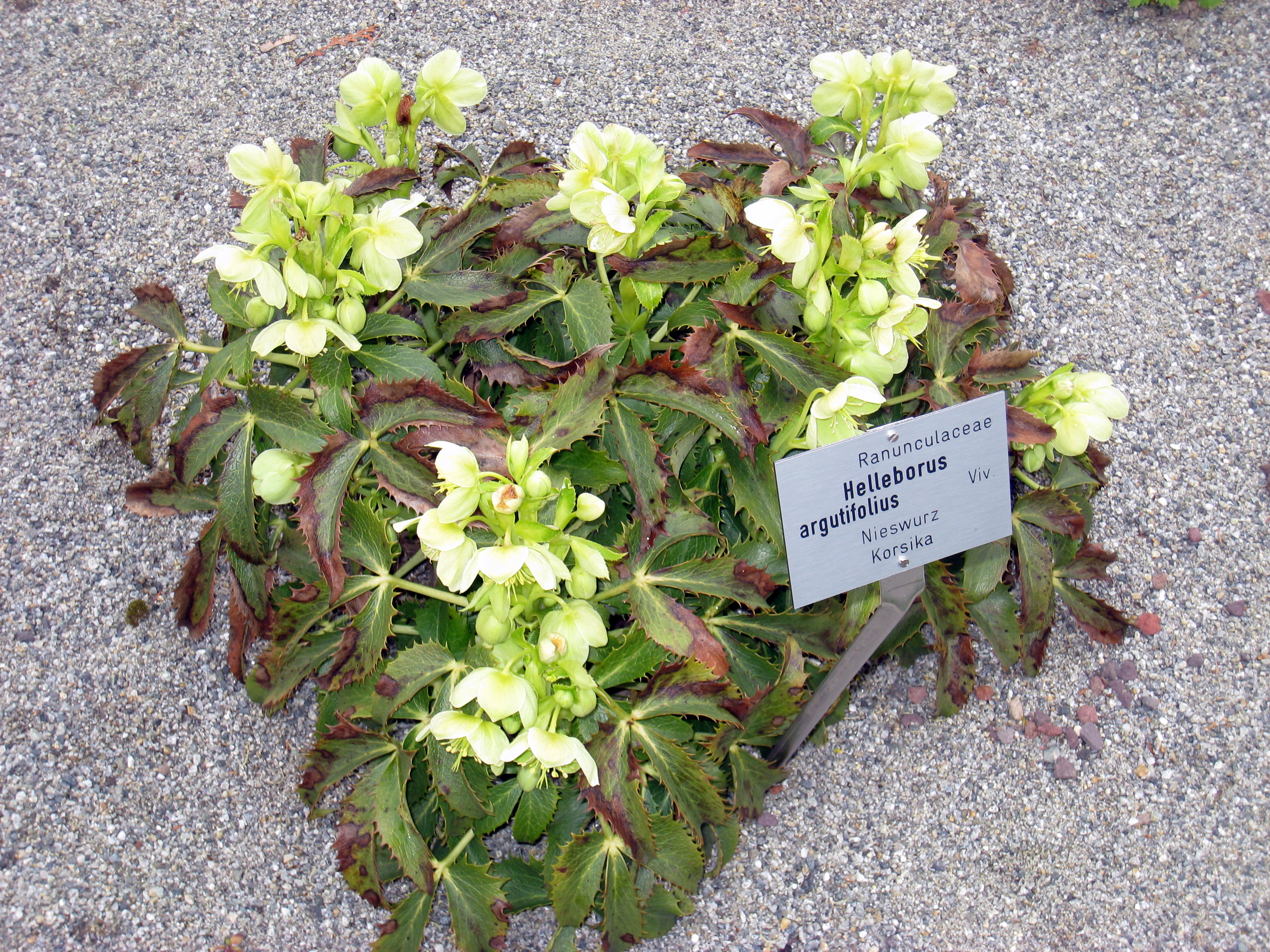
Helleborus argutifolius en el jardín botánico de Innsbruck.